# Лісоводи (станція)
Лісоводи — проміжна вантажна залізнична станція 5-го класу Південно-Західної залізниці на лінії Ярмолинці — Копичинці між станціями Вікторія (13,3 км) та Закупне (14 км). Розташована поблизу однойменного селища Хмельницького району Хмельницької області.
Станція обслуговує лише вантажні перевезення.

## Історія
Станція відкрита у 1916 році.
З 2012 року пасажирське сполучення припинене на невизначений термін.